# A・キャロライン・マクドナルド
A・キャロライン・マクドナルド（A. Caroline Macdonald、1874年10月15日 - 1931年7月18日） は、明治末から昭和初めにかけて日本で活動したカナダの女性宣教師。姓は、MacDonald ともされる。また、同時代の日本語の文献では、エー・シー・マクドナルドとして言及される例もあった。

## 経歴
カナダのオンタリオ州ウィンガムに生まれた。
マクドナルドは、カナダでキリスト教女子青年会 (YWCA) の活動に従事していたが、世界YWCA の幹事であり、日本で宣教師としての経験があったクラリッサ・H・スペンサー (Clarissa Hale Spencer) に見出され、1904年に日本にYWCAを組織する目的で派遣されて来日した。翌1905年には、麹町土手三番町にあった彼女の居宅を所在地とする形で日本YWCAと東京YWCAが結成された。日本YWCAと東京YWCAの初代幹事となったマクドナルドは、その後も、横浜や大阪などでYWCAの組織化を進めた。当時の津田英学塾（後の津田塾大学の前身）で教鞭もとった。
1916年にYWCAの役職を辞任し、いったん帰国したが、1920年に再び来日し、以降は、同年に東京親隣館を開設して、セツルメント活動に従事するなどした。1931年に病気療養のためにカナダに帰国したが、ほどなくして死去した。

## 関連文献
- Prang, Margaret (1995). A Heart at Leisure from Itself: Caroline Macdonald of Japan. Univ of British Columbia Press
  - （日本語訳）M・プラング 著、鳥海百合子 訳『東京の白い天使 -近代日本の社会改革に尽くした女性宣教師キャロライン・マクドナルド-』教文館、1998年7月3日。